# Mae Muller
Holly Mae Muller (Londres, 26 de agosto de 1997) es una cantautora británica. Muller recibió atención general por primera vez después de lanzar el sencillo «Better Days» en 2021, con el grupo sueco Neiked y el rapero estadounidense Polo G, que se ubicó en el top 40 tanto en el Reino Unido como en los Estados Unidos. Fue elegida para representar al Reino Unido en Eurovisión 2023 en Liverpool con la canción «I Wrote a Song». En la final de la competencia, la canción terminó en el puesto 25 con 24 puntos. Lanzó su álbum de estudio debut, «Sorry I'm Late», en septiembre del 2023.

## Carrera

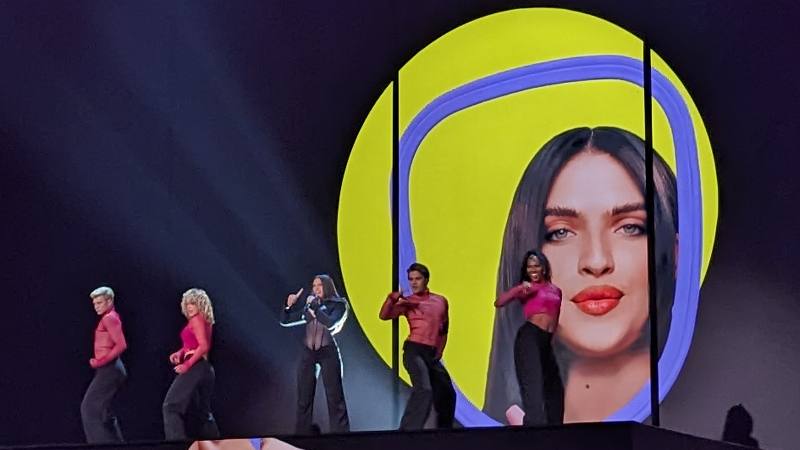
Mae Muller en eurovision 2023

En 2007, cuando era niña, Muller apareció en el vídeo musical de "Grace Kelly" de Mika.
Mae creció escuchando a los cantautores favoritos de su madre, en particular The Dixie Chicks, Gwen Stefani y Simon & Garfunkel. Escuchar el álbum debut de Lily Allen, Alright, Still, fue un momento crucial para Mae.
Comenzó a escribir su propia música a la edad de ocho años. Muller asistió a la Facultad de Bellas Artes, en Belsize Park. Todavía adolescente, decidió dejar su trabajo en American Apparel y trabajar en un pub en Kentish Town para poder dedicarse a la música durante el día. Muller le pidió a un amigo que sabía usar Logic que produjera algunas maquetas a cambio de una botella de vino. Las subió a SoundCloud en 2017 y, después de subir un vídeo de ella cantando a Instagram, Muller fue descubierta y contratada por su mánager.
Afirmó que su falta de experiencia como compositora antes del lanzamiento de la canción le "preocupaba" cuando comenzó a escribir su extended play debut. El EP, After Hours , se publicó en febrero de 2018 y DIY lo describió como un "primer paso audaz y seguro". A After Hours le siguió el lanzamiento de su segundo EP, Frankly, en septiembre de 2018, que A1234 describió como una "obra asombrosa" y señaló que Muller es "alguien a quien seguir".
El 5 de abril de 2019, Muller lanzó su álbum de estudio debut, titulado Chapter 1. Hizo de telonera de Little Mix en su gira de 2019 junto con New Rules. Después de la gira, lanzó un sencillo titulado "Therapist", que había interpretado en la gira antes de su lanzamiento. Junto con el lanzamiento de "Therapist ", Muller también anunció su primera gira nacional, visitando cinco ciudades del Reino Unido. En septiembre de 2020, Muller anunció que su tercer EP se lanzaría el 6 de noviembre de 2020. El EP, titulado No One Else, Not Even You, fue apoyado por una gira principal por el Reino Unido y Europa. El vídeo de una de sus canciones, "So Annoying", fue dirigido por Sophie Muller.
En 2021, Muller apareció como vocalista invitada en "When You're Out", la continuación del éxito número uno de Billen Ted, "Wellerman". Además, se unió al grupo sueco Neiked y al rapero estadounidense Polo G en el sencillo "Better Days", una canción que entró en el número 57 en la lista Billboard Hot 100 del 30 de octubre, y luego alcanzó el puesto 23. "Better Days" obtuvo un Top 10 en Pop Airplay (Estados Unidos) y también se ubicó en la UK Singles Chart, alcanzando una posición máxima en el número 32. Muller interpretó el éxito en The Tonight Show Starring Jimmy Fallon.
El 27 de octubre de 2022, Muller lanzó su sencillo "I Just Came To Dance". Hasta marzo de 2023, se ha reproducido en Spotify más de 2,5 millones de veces.
El 3 de marzo de 2023, lanzó un sencillo en colaboración con Sigala, Caity Baser y Stefflon Don llamado "Feels So Good". A esto le seguirá en breve su sencillo en solitario "I Wrote A Song", con el que representaría al Reino Unido en el Festival de la Canción de Eurovisión 2023.

## Discografía

### Álbumes de estudio
| Título    | Detalled                                                                               |
| --------- | -------------------------------------------------------------------------------------- |
| Chapter 1 | - Lanzamiemto: 5 de abril de 2019 - Sello: Capitol - Formato: CD, LP, descarga digital |

### Extended plays
| Título                    | Detalles                                                                                   |
| ------------------------- | ------------------------------------------------------------------------------------------ |
| After Hours               | - Lanzamiento: 16 de febrero de 2018 - Sello: Capitol - Format:o Descarga digital          |
| Frankly                   | - Lanzamiento: 7 de diciembre de 2018 - Sello: Capitol - Formato: Descarga digital         |
| No One Else, Not Even You | - Lanzamiento: 6 de noviembre de 2020 - Sello: Capitol - Formato: CD, LP, descarga digital |

### Sencillos
| "Close"                                                                | 2018 | —  | —  | —  | —  | —  | —  | —  |                                                              | Sin álbum                 |
| "Jenny"                                                                | 2018 | —  | —  | —  | —  | —  | —  | —  |                                                              | Chapter 1                 |
| "The Hoodie Song"                                                      | 2018 | —  | —  | —  | —  | —  | —  | —  |                                                              | Chapter 1                 |
| "Pull Up"                                                              | 2018 | —  | —  | —  | —  | —  | —  | —  |                                                              | Chapter 1                 |
| "Busy Tone"                                                            | 2018 | —  | —  | —  | —  | —  | —  | —  |                                                              | Chapter 1                 |
| "Leave It Out"                                                         | 2019 | —  | —  | —  | —  | —  | —  | —  |                                                              | Chapter 1                 |
| "Anticlimax"                                                           | 2019 | —  | —  | —  | —  | —  | —  | —  |                                                              | Sin álbum                 |
| "Dick"                                                                 | 2019 | —  | —  | —  | —  | —  | —  | —  |                                                              | Sin álbum                 |
| "Therapist"                                                            | 2020 | —  | —  | —  | —  | —  | —  | —  |                                                              | Sin álbum                 |
| "I Don't Want Your Money"                                              | 2020 | —  | —  | —  | —  | —  | —  | —  |                                                              | Sin álbum                 |
| "So Annoying"                                                          | 2020 | —  | —  | —  | —  | —  | —  | —  |                                                              | No One Else, Not Even You |
| "HFBD"                                                                 | 2020 | —  | —  | —  | —  | —  | —  | —  |                                                              | No One Else, Not Even You |
| "Gone"                                                                 | 2021 | —  | —  | —  | —  | —  | —  | —  |                                                              | Sin álbum                 |
| "Better Days" (con Neiked y Polo G)                                    | 2021 | 32 | 16 | 20 | 29 | 13 | 78 | 23 | - BPI: Silver - ARIA: Platinum - RIAA: Platinum - RMNZ: Gold | Sin álbum                 |
| "American Psycho" (con Marshmello y Trippie Redd)                      | 2022 | —  | —  | —  | —  | —  | —  | —  |                                                              | Sin álbum                 |
| "I Just Came to Dance"                                                 | 2022 | —  | —  | —  | —  | —  | —  | —  |                                                              | Sin álbum                 |
| "Feels This Good" (con Sigala, Caity Baser y Stefflon Don)             | 2023 | —  | —  | —  | —  | —  | —  | —  |                                                              | Sin álbum                 |
| "I Wrote a Song"                                                       | 2023 | 9  | —  | —  | —  | —  | —  | —  |                                                              | Sin álbum                 |
| "—" denota que un tema no se registró o no se lanzó en ese territorio. |      |    |    |    |    |    |    |    |                                                              |                           |